# Alberto Santana
Alberto Santana (Iquique, 1897-1966) fue un guionista, director y productor de cine chileno. Dirigió veinticinco películas durante una carrera que lo llevó a varios países de Latinoamérica.

## Biografía
Santana fue un pionero del cine latinoamericano. Su trabajo en Perú se saldó con seis películas, entre ellas la primera película sonora del cine peruano: Resaca (1934). Además fue importante en el desarrollo del cine ecuatoriano, produciendo Se conocieron en Guayaquil (1949) y dirigiendo Amanecer en el Pichincha (1950) la primera y segunda películas sonoras ecuatorianas. En su etapa colombiana realizó las primeras películas sonoras de dicho país. Finalmente en Chile fomentó la industria fílmica chilena y publicó obras sobre este cine.

## Filmografía

### Director
- Por tal razón o por la fuerza (1923)
- Corazón de huaso (1923)
- El odio nada engendra (1923)
- El libro de la vida (1923)
- Esclavitud (1924)
- El monje (1924)
- Como don Lucas Gómez (1925)
- Las aventuras de Juan Penco boxeador (1925)
- Mater Dolorosa (1925)
- El caso GB (1925)
- Las chicas de la Avenida Pedro Montt (1925)
- Los cascabeles de Arlequín (1926)
- Como Chaplin (1929)
- Mientras Lima duerme (1930)
- Alma peruana (1930)
- Las chicas del Jirón de la Unión (1930)
- La divina canción (1931)
- Incendio (1932)
- Yo perdí mi corazón en Lima (1933)
- Resaca (1934)
- Manabí la fecunda (1938)
- Se conocieron en Guayaquil (1949)
- Amanecer en el Pichincha (1950)
- Nace un campeón (1965)

### Productor
- Se conocieron en Guayaquil (1949)